# Préfecture autonome tibétaine et qiang d'Aba
Cette page contient des caractères spéciaux ou non latins. S’ils s’affichent mal (▯, ?, etc.), consultez la page d’aide Unicode.
Pour les articles homonymes, voir Aba et Ngaba (homonymie).
La préfecture autonome tibétaine et qiang d'Aba (ou Ngawa ou Ngaba, rNga-ba) (chinois simplifié : 阿坝藏族羌族自治州 ; chinois traditionnel : 阿壩藏族羌族自治州 ; pinyin : Ābà zàngzú qiāngzú zìzhìzhōu ; tibétain : རྔ་བ་བོད་རིགས་ཆ་བ༹ང་རིགས་རང་སྐྱོང་ཁུལ, Wylie : nga ba bod rigs dang ch'ang rigs rang skyong khul, pinyin tibétain : Ngawa Poirig Qangrig Ranggyong Kü, THL : ngawa börik chavangrik rangkyong khul ; qiang : Rrmeabba Shbea Rrmea Nyujwju Gvexueaj Legea) est une division administrative du nord de la province du Sichuan en Chine. Son chef-lieu est le Xian de Barkam.

## Histoire

### Accord sino-tibétain de 640
Pour les articles homonymes, voir Accord sino-tibétain.

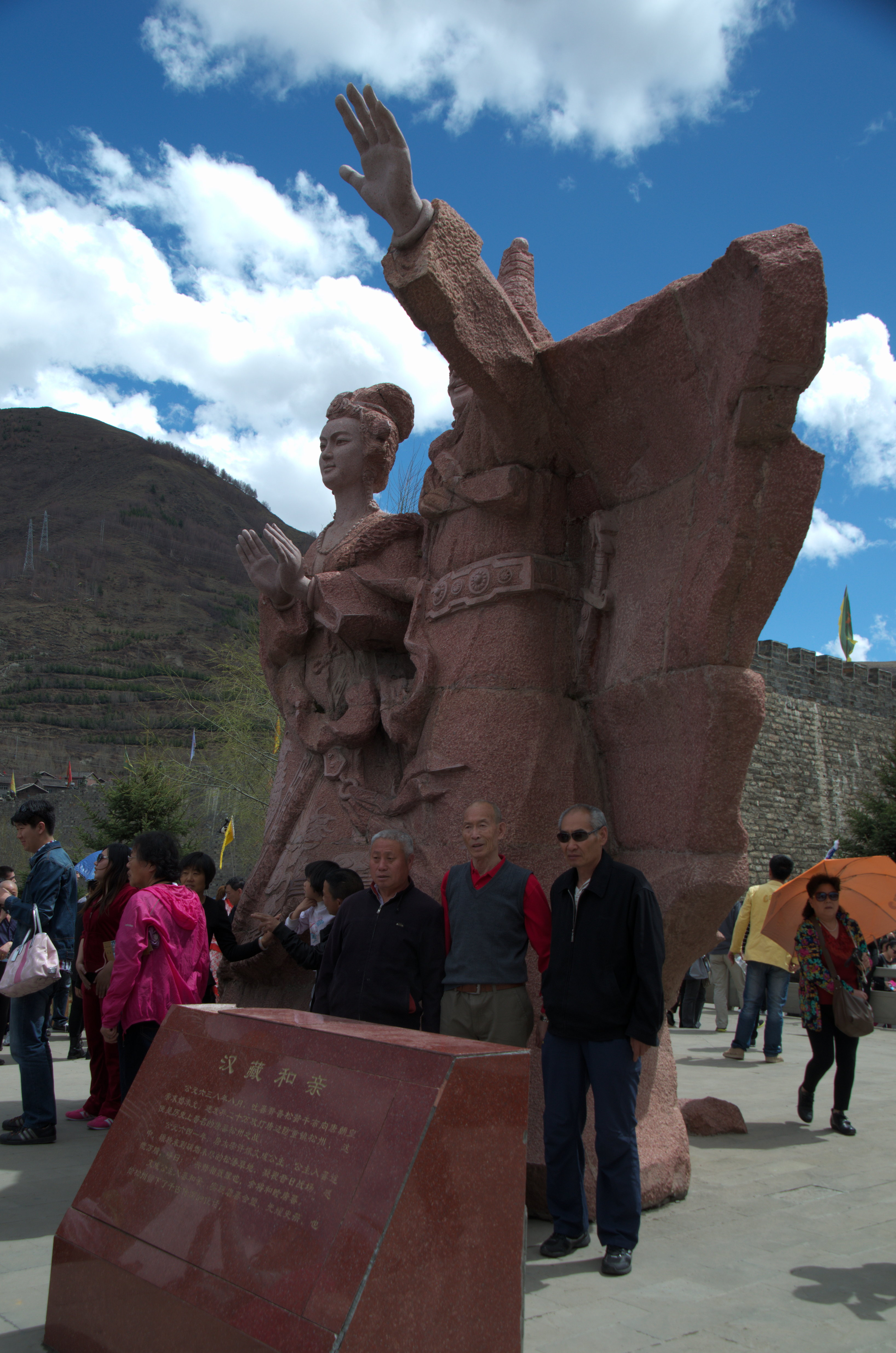
Statue représentant le mariage de Songtsen Gampo, empereur tibétain et de la princesse Wencheng

Lors de l'extension de l'Empire du Tibet sous Songtsen Gampo, roi du Tibet, qui transforme le royaume en Empire, un accord est scellé sur le Xian de Songpan (Songzhou à cette époque), territoire Qiang, dernière limite de l'Empire chinois, avec l'Empereur de Chine Tang Taizong vers 640. Ce dernier offre en mariage la princesse Wencheng à Gampo en échange de la paix. Elle sera,  selon les récits chinois et tibétains, avec la princesse Bhrikuti, népalaise, la source de l'apport du bouddhisme au Tibet.

### Fuite des Jonang pendant l'oppression par le dalaï-lama en 1642
Selon Michael Sheehy & Rudy Harderwijk, les survivants Jonangs des massacres par Lobsang Gyatso, le 5e dalaï-lama et leurs alliés mongols qoshots guidés par Güshi Khan en 1642 fuirent dans le Xian de Zamtang (ou Dzamthang). Les Gélugpa considéraient la vision par les Jonangs du zhentong de la vacuité comme hérétique. Ils scellèrent les bibliothèques Jonangs et brûlèrent leurs livres, ils furent persécutés et leurs monastères annexés. Il a tout de même subsisté le monastère de Tsangwa, situé à Dzamthang[source insuffisante].

### Manifestations de mars 2008
Lors des troubles au Tibet en mars 2008 des manifestations se sont produites dans la préfecture autonome tibétaine et qiang d'Aba, où des tirs des forces de l’ordre auraient fait des victimes le 15 mars.
Dans le mensuel Géo de février 2009 : Tibet Voyage à l'intérieur d'un pays confisqué  la photographe française d'origine chinoise Élisa Haberer  décrit la situation au Tibet oriental en novembre 2008. Ainsi elle rapporte ses entretiens avec des Tibétains qui restent anonymes par peur des représailles de la part des Chinois : « Ici à Aba, soixante-dix personnes sont mortes, trois cents sont portées disparues, huit mille moines ont été arrêtés ».

### Séisme de 2008

Vue panoramique du centre urbain de Wenchuan après sa reconstruction.

L'épicentre du séisme de 2008 au Sichuan s'est trouvé sur le Xian de Wenchuan, situé sur cette préfecture autonome. Le séisme fit de nombreux morts et disparus.
Le financement de la reconstruction du Xian est majoritairement due à l'aide de personnes de la province du Guangdong, dans le Sud de la Chine.

### Manifestations de 2011
La journaliste Ursula Gauthier indique qu'un  jeune moine, Rigzin Puntsog, s'est immolé par le feu le 16 mars 2011 pour « protester contre l'occupation chinoise ».

### Enseignement
Il est décidé en avril 2020, dans la région de Ngawa, que le chinois sera dorénavant la langue d’enseignement au détriment du tibétain .

## Géographie
La Préfecture autonome tibétaine et qiang d'Aba correspond à une région est de l'ancienne province tibétaine de l'Amdo.

### Nature

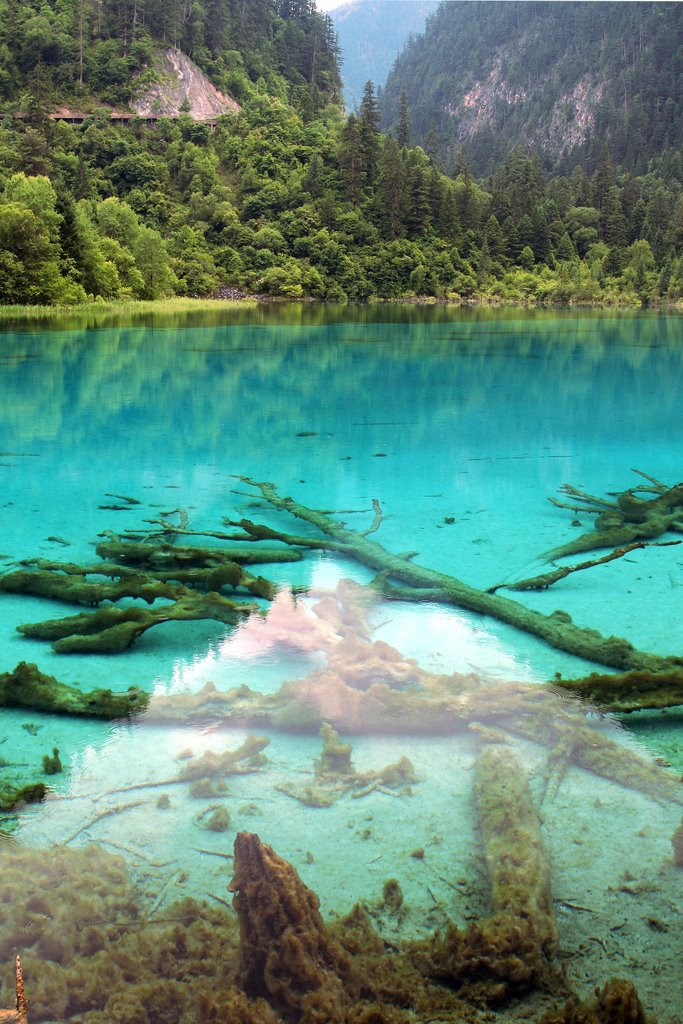
Étang de la vallée de Jiuzhaigou

Les  Sanctuaires du grand panda du Sichuan et la réserve naturelle de Wolong sont situés dans le Xian de Wenchuan placé sous la juridiction de la préfecture autonome tibétaine et qiang d'Aba, à 130 km de Chengdu, la capitale de la province du Sichuan. La réserve a été fondée en 1963 avant de devenir une réserve de biosphère en 1979. Elle est connue pour son Centre de recherche des pandas géants de Wolong, qui dirige la reproduction et la protection des pandas géants. La réserve couvre une superficie d'environ 7 000 km2. Le site abrite environ 300 pandas géants, la moitié d'entre eux est à l'état sauvage, alors que l'on ne recense, en 2007, qu'environ 1 600 pandas géants dans le monde.
La vallée de Jiuzhaigou, dépassant les 3 000 mètres, comporte différents étangs aux couleurs variées.

## Subdivisions administratives
La préfecture autonome tibétaine et qiang d'Aba exerce sa juridiction sur treize xian :
- le xian d'Aba - 阿坝县 Ābà Xiàn - rNga-ba ;
- le xian de Barkam - 马尔康县 Mǎ'ěrkāng Xiàn - 'Bar-khams ;
- le xian de Wenchuan - 汶川县 Wènchuān Xiàn ;
- le xian de Li - 理县 Lǐ Xiàn ;
- le xian de Mao - 茂县 Mào Xiàn ;
- le xian de Songpan - 松潘县 Sōngpān Xiàn - Zung-chu ;
- le xian de Jiuzhaigou - 九寨沟县 Jiǔzhàigōu Xiàn ;
- le xian de Jinchuan - 金川县 Jīnchuān Xiàn - Chu-chen ;
- le xian de Xiaojin - 小金县 Xiǎojīn Xiàn - bTsan-lha ;
- le xian de Heishui - 黑水县 Hēishuǐ Xiàn ;
- le xian de Zamtang - 壤塘县 Rǎngtáng Xiàn - 'Dzam-thang ;
- le xian de Zoigê - 若尔盖县 Ruò'ěrgài Xiàn - mDzod-dge ;
- le xian de Hongyuan - 红原县 Hóngyuán Xiàn.

## Démographie

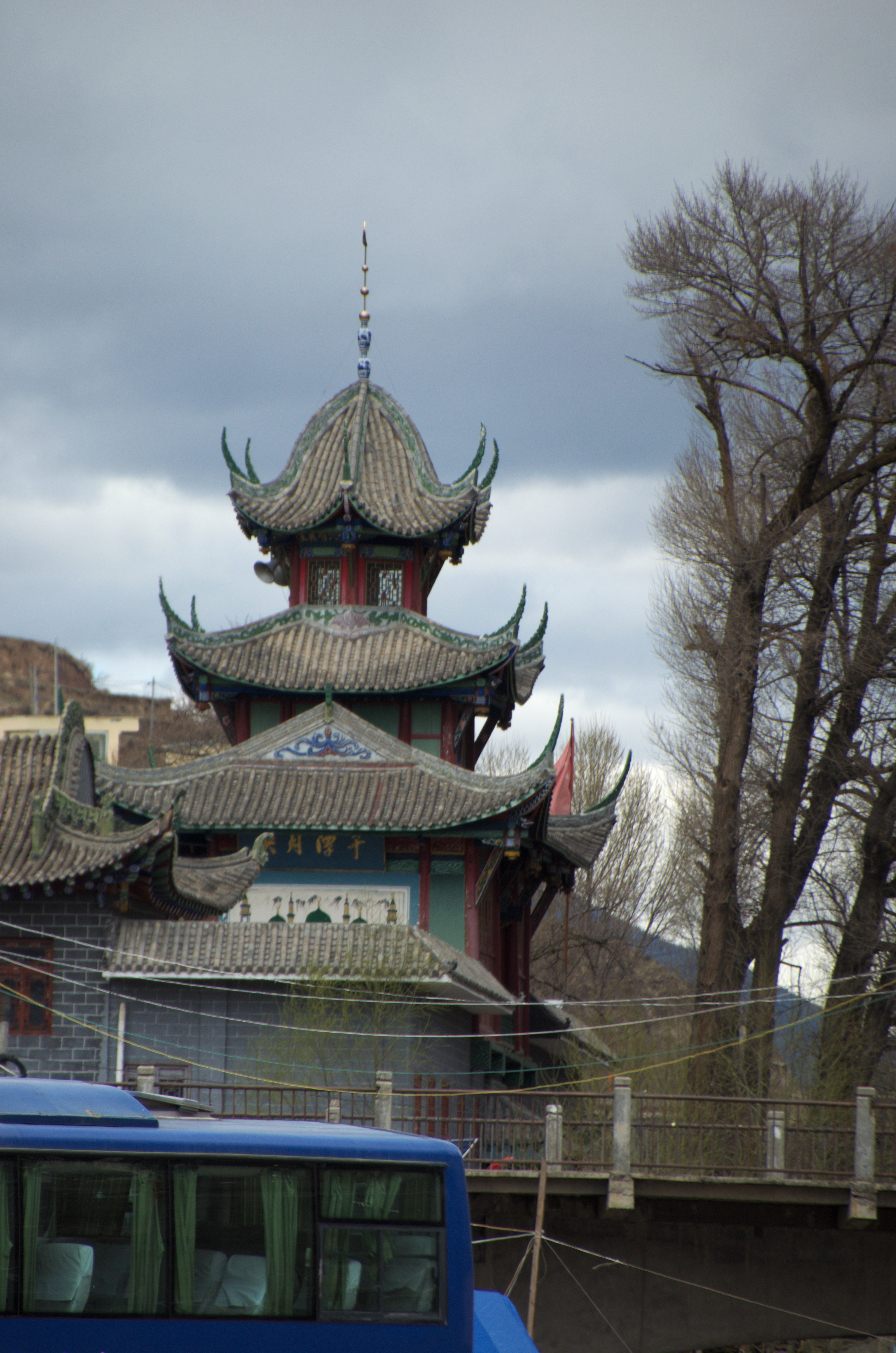
Une des mosquées de Songpan

En 2000, la préfecture comptait 847 468 habitants (densité de 10,19 hab / km2) :
| Groupe ethnique | Population | Proportion du total |
| --------------- | ---------- | ------------------- |
| Tibétains       | 455,238    | 53.72%              |
| Hans            | 209,270    | 24.69%              |
| Qiang           | 154,905    | 18.28%              |
| Hui             | 26,353     | 3.11%               |
| Mandchous       | 373        | 0.04%               |
| Miao            | 266        | 0.03%               |
| Yi              | 205        | 0.02%               |
| Mongols         | 202        | 0.02%               |
| Tujia           | 182        | 0.02%               |
| Bai             | 101        | 0.01%               |
| Zhuang          | 95         | 0.01%               |
| autres          | 278        | 0.03%               |

La minorité Qiang est principalement située dans les xian de Mao, Wenchuan, Li, Beichuan et Heishui. Cette population a été fortement touchée par le séisme de 2008 au Sichuan, dont l'épicentre était situé dans le xian de Wenchuan.